# Люютсепа
Люютсепа (ест. Lüütsepa), місцева вимова Люютсепя (ест. Lüütsepä) — село в Естонії, входить до складу волості Варсту, повіту Вирумаа.